# Agostino da Siena
Agostino i Agnolo da Siena van ser escultors i arquitectes italians de la primera meitat del segle xiv.
Tot i que se'ls considera germans, Della Valle i altres autors ho neguen. El que és cert és que van estudiar plegats sota el mestratge de Giovanni Pisano, i l'any 1317 tots dos van ser designats arquitectes de la seua ciutat natal, per a la qual van dissenyar la Porta Romana, l'església i el convent de Sant Francesc d'Assís i altres edificis. Sota la recomanació del cèlebre Giotto di Bondone, qui els considerava els millors escultors de l'època, van realitzar l'any 1330 la tomba del bisbe Guido Tarlati a la Catedral d'Arezzo, que Giotto havia dissenyat. Va ser considerada una de les obres artístiques més perfectes del segle xiv, però malauradament va ser esfondrada pels francesos sota les ordres del Duc d'Anjou.